# Piper durilimbum
Piper durilimbum är en pepparväxtart som beskrevs av C. Dc.. Piper durilimbum ingår i släktet Piper och familjen pepparväxter. Inga underarter finns listade i Catalogue of Life.